# Ubežna hitrost
Ubéžna hitróst (tudi drúga kózmična hitróst) je v fiziki za dano gravitacijsko polje najmanjša hitrost, ki jo telo potrebuje, da se brez pogona neskončno oddalji od vira gravitacijskega polja, oziroma da ne pade nazaj ali da ne ostane v tiru na določeni razdalji od izvora. Na telo pri tem ne sme delovati nobena zunanja sila razen sile težnosti (tedaj je na primer telo brez raketnega pogona), ne sme biti trenja (na primer med Zemljinim ozračjem – kar odgovarja prostemu padu) in ne sme biti gravitacijskega valovanja (na primer pri zelo masivnih telesih kot so nevtronske zvezde ali črne luknje). V nekaterih primerih so za dva ali več izvirov drugačni pogoji. Drugače pa je telo masna točka, katerega masa je zanemarljiva glede na maso izvora. Ubežna hitrost je v splošnem tako hitrost, ki jo mora telo doseči, da »pobegne« gravitacijskemu polju.
Ubežna hitrost je neodvisna od smeri in je skalarna količina, tako da samo ime niti ni primerno. Pravilno bi jo imenovali »ubežna velikost hitrosti«. Najpreprostejši način, s katerim pridemo do enačbe za ubežno hitrost, je s pomočjo energijskega zakona. Telo mora imeti vsaj toliko kinetične energije kakršen je porast potencialne energije za premik do neskončne višine.
Ubežna hitrost je opredeljena še strožje kot začetna hitrost, ki je potrebna za gibanje od začetne točke v gravitacijskem potencialnem polju do neskončnosti. Ali drugače, telo, ki se začne gibati iz mirovanja v neskončnosti in pada proti masi, bo prispelo do površine s hitrostjo, enako ubežni. Po navadi je začetna točka na površini planeta ali naravnega satelita. Na površini Zemlje je ubežna hitrost približno 11,2 km/s. Na višini 9000 km v »vesoljskem prostoru« je nekaj manj kot 7,1 km/s.
Za telo, ki se vrti okrog svoje osi je ubežna hitrost glede na njegovo površino odvisna od smeri vrtenja. Vrtilna hitrost Zemlje na ekvatorju je 465 m/s proti vzhodu in je ubežna hitrost proti vzhodu glede na Zemljino površino približno 10,7 km/s.

## Seznam ubežnih hitrosti
Zaradi ozračja je skoraj nemogoče, da bi lahko imelo telo blizu površine Zemlje hitrost 11,2 km/s, saj so te hitrosti daleč v nadzvočnem območju za večino praktičnih pogonskih sistemov. Vesoljsko plovilo se najprej vtiri v nizki tir in nato pospešuje do ubežne hitrosti na tej višini, ki znaša malo manj, približno 10,9 km/s. Zahtevana dodatna hitrost je manjša, saj je plovilo že pospešilo približno do hitrosti 8 km/s.

## Izračun ubežne hitrosti
V preprostem primeru se ubežno hitrost telesa lahko izračuna, če se izenači kinetično energijo z negativno težnostno potencialno energijo. Pozitivna kinetična energija je potrebna, da se premosti negativno težnostno potencialno energijo do nič, in tedaj je telo oddaljeno na neskončno razdaljo.
{\displaystyle {\frac {1}{2}}mv_{u}^{2}={\frac {\kappa Mm}{r}}\!\,,}
{\displaystyle v_{u}={\sqrt {\frac {2\kappa M}{r}}}={\sqrt {\frac {2\mu }{r}}}\!\,,}
kjer je {\displaystyle v_{u}} ubežna hitrost, κ gravitacijska konstanta, M masa telesa, m masa telesa, ki bo pobegnilo in r razdalja med središčem telesa in točko, kjer računamo ubežno hitrost, ter μ standardni težnostni parameter.
Ubežna hitrost na dani višini je enaka hitrosti v krožnem tiru na isti višini pomnoženi s √2. To odgovarja dejstvu, da je potencialna energija telesa v takšnem tiru glede na neskončnost enaka negativni vrednosti dvakratne kinetične energije.
Za telo s krogelno simetrično porazdelitvijo mase je ubežna hitrost {\displaystyle v_{u}} iz površine (v m/s) približno 2,364 · 10−5 m1,5kg−0,5s−1 krat polmer r (v m) krat kvadratni koren povprečne gostote ρ (v kg/m3), oziroma:
{\displaystyle v_{u}\approx 2,364\cdot 10^{-5}r{\sqrt {\rho }}\!\,.}

## Ubežna hitrost pri danem»g«in»r«
Ubežno hitrost z Zemlje se lahko izračuna iz težnega pospeška g. Ni nujno, da se pozna gravitacijsko konstanto κ ali maso Zemlje M. Naj je r Zemljin polmer in g težni pospešek na površini Zemlje. Nad Zemljino površino za težnosti pospešek velja Newtonov splošni gravitacijski zakon. Težni pospešek na višini s nad središčem Zemlje (s > r) je gm(r/s)2. Zaradi tega je energija, potrebna za dvig telesa z maso m od višine s nad središčem Zemlje do višine s + ds (kjer je ds neskončno majhna razlika višine), enaka gm(r/s)2 ds. Ker izraz narašča dovolj hitro, ko se zmanjšuje višina s, celotna energija, ki je potrebna za dvig telesa na neskončno višino, ne divergira do neskončnosti, temveč konvergira h končni vrednosti. Ta vrednost je integral zgornjega izraza:
{\displaystyle {\begin{aligned}\int _{r}^{\infty }gm(r/s)^{2}\,\mathrm {d} s&=gmr^{2}\int _{r}^{\infty }s^{-2}\,\mathrm {d} s=gmr^{2}\left[-s^{-1}\right]_{s:=r}^{s:=\infty }\\&=gmr^{2}\left(0-(-r^{-1})\right)=gmr\!\,.\end{aligned}}}
To je kinetična energija, ki jo potrebuje telo z maso m, da ubeži težnosti. Kinetična energija telesa, ki se giblje s hitrostjo v je (1/2)mv2. Zato je:
{\displaystyle {\frac {1}{2}}mv^{2}=gmr\!\,.}
Masa m se pokrajša in je:
{\displaystyle v={\sqrt {2gr\,}}\!\,.}
Če je polmer Zemlje r = 6400 km in težni pospešek na površini g = 9,8 m/s2, se dobi:
{\displaystyle v={\sqrt {2\left(9,8\ {\mathrm {m} /\mathrm {s} ^{2}}\right)(6,4\cdot 10^{6}\ \mathrm {m} )}}\cong 11\,200\ \mathrm {m} /\mathrm {s} \!\,.}
To je le nekaj nad 11 km/s, oziroma nekaj manj kot 7 milj na sekundo, kakor je izračunal Newton.

## Več virov
Ubežna hitrost iz točke v polju z več viri izhaja iz skupne potencialne energije na kilogram v tej legi, relativno na neskončnost. Potencialne energije vseh virov se preprosto seštejejo. Za ubežno hitrost je to kvadratni koren seštevkov kvadratov ubežnih hitrosti vseh ločenih virov.
Na primer, na Zemljini površini je ubežna hitrost za kombinacijo Zemlje in Sonca √(11,2² + 42,1²) = 43,6 km/s. To pomeni, da je za pobeg iz Osončja potrebna hitrost 13,6 km/s relativno na Zemljo v smeri Zemljinega tirnega gibanja, ker se hitrost potem doda hitrosti tega gibanja, ki znaša 30 km/s.

## Gravitacijski izvir
V namišljenem primeru enakomerne gostote je hitrost, ki bi jo predmet dosegel, če bi bil spuščen v namišljeni vakuumski luknji od površine Zemlje do njenega središča, enaka ubežni hitrosti, deljeni s √2, to je hitrosti v krožnem tiru na nizki nadmorski višini. Temu ustrezno je ubežna hitrost iz središča Zemlje večja od ubežne hitrosti na površini za faktor √1,5.
Izboljšan izračun upošteva tudi dejstvo, da Zemljina masa proti središču ni enakomerno porazdeljena. To povzroči večje hitrosti.

## Tir
Če ima prosto padajoče telo na poljubni točki ubežno hitrost za to točko, potem to velja za celotni tir. Če je gravitacijski vir simetrično krogelno telo, je tir parabola (parabolični tir) ali pa njegov del, pri tem pa je središče vira njegovo gorišče ali pa del premice skozi vir. Če se giblje stran od vira, se imenuje ubežni tir, v nasprotnem primeru pa tir ujetja. Oba sta znana tudi kot tira C3 = 0.
Če ima telo ubežno hitrost glede na Zemljo, ta še ni zadostna, da ubeži iz Osončja. Tako tir v bližini Zemlje spominja na parabolo, dlje stran pa se ukrivi v eliptični tir okrog Sonca.

## Hitrost svetlobe
Če je ubežna hitrost enaka svetlobni hitrosti, je ubežno telo črna luknja. Takšno telo je neposredno nevidno, saj vsa svetloba 'pade' nazaj na njegovo površino.